# Growing Pains (Mary J. Blige)
Growing Pains è l'ottavo album in studio di Mary J. Blige, pubblicato nel dicembre 2007. Ha ottenuto un buon successo in Europa mentre negli Stati Uniti è, ad oggi, uno dei lavori di maggior successo della cantante. Ha venduto in totale più di 3 milioni di copie.

## Tracce
1. Work That 3:31
2. Grown Woman 4:05 (con Ludacris)
3. Just Fine 4:02
4. Feel Like A Woman 4:02
5. Stay Down 4:23
6. Hurt Again 4:08
7. Shake Down 3:36 (con Usher)
8. Till The Morning 4:18
9. Roses 4:36
10. Fade Away 4:16
11. What Love Is 4:03
12. Work In Progress (Growing Pains) 4:01
13. Talk To Me 4:10
14. If You Love Me? 3:40
15. Smoke 3:10
16. Come To Me (Peace) 5:02

## Singoli estratti
- Just Fine
- Work That
- Stay Down

### iTunes edition
1. Nowhere Fast (Mary J. Blige featuring Brook Lynn)
2. Hello It's Me
3. Mirror (featuring Eve) (pre-order only)
4. Digital Booklet - Growing Pains